# Howard Gayle
Howard Gayle (Liverpool, 18 maggio 1958) è un ex calciatore inglese, di ruolo centrocampista.

## Biografia
Primo calciatore di colore della storia del Liverpool, nell'agosto 2016 ha rifiutato la nomina a membro dell'Ordine dell'Impero Britannico per rispetto dei propri antenati africani, vittime dell'imperialismo e colonialismo britannico. Gayle è attivo nella Show Racism the Red Card, associazione che si oppone al razzismo nella società britannica.

## Palmarès

### Club
- Coppa dei Campioni: 1

Liverpool: 1980-1981